# شاپرک‌های قاقمی کوچک
شاپرک‌های قاقمی کوچک (نام علمی: Roeslerstammiidae) نام یک تیره از راسته پروانه‌سانان است.